# Chris Ballance

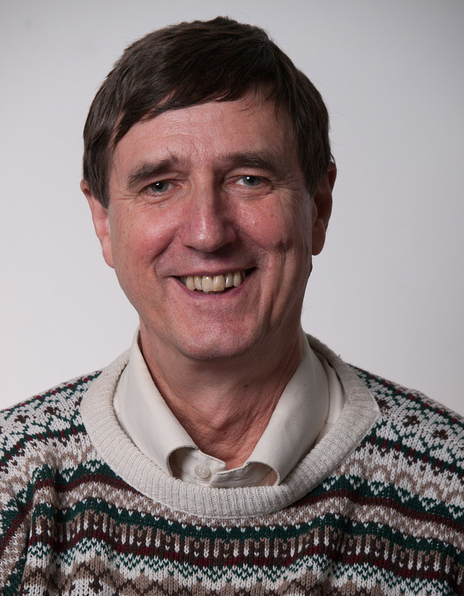
Chris Ballance

Chris Ballance (* 7. Juli 1952 in Worcester) ist ein schottischer Politiker und Mitglied der Scottish Green Party.

## Leben
Ballance besuchte die Alderman Newton Boy’s School in Leicester und die Reigate Grammar School in Surrey. Anschließend studierte er an der Universität St Andrews. Im Laufe der Jahre ging er verschiedenen Tätigkeiten nach. So arbeitete er in einer gemeinnützigen Einrichtung für geistig Behinderte, als Teilzeitlehrkraft an der Universität Glasgow und besaß einen eigenen Buchladen. Außerdem ist er Autor und Dramatiker.

## Politischer Werdegang
1994 kandidierte Ballance für den Bezirksrat von Strathclyde, erhielt jedoch nur rund 5,7 % der Stimmen. Bei den ersten Schottischen Parlamentswahlen im Jahre 1999 trat Ballance für die Scottish Green Party an. Er bewarb sich jedoch nicht um ein Direktmandat eines Wahlkreises, sondern war auf dem ersten Rang der Regionalwahlliste der Grünen für die Wahlregion South of Scotland gesetzt. Da die Grünen bei diesen Wahlen nur rund 5,4 % der Stimmen erhielten, konnten sie in dieser Wahlregion keinen Kandidaten in das neugeschaffene Schottische Parlament entsenden. Bei den Parlamentswahlen 2003 konnten die Grünen ihren Stimmenanteil leicht vergrößern und Ballance erhielt als erstplatzierter auf der Regionalwahlliste ein Mandat und zog erstmals in das Schottische Parlament ein. Auch bei den folgenden Parlamentswahlen 2007 führte Ballance die Liste der Grünen in der Wahlregion an, die jedoch infolge des Wahlergebnisses ihr Mandat verloren. Zum Ende der Legislaturperiode schied Ballance somit aus dem Parlament aus.